# Adolf Scheele
Georg Heinrich Adolf Scheele (* 4. Juli 1808 in Hannover; † 6. September 1864 in Heersum bei Hildesheim) war ein deutscher Botaniker und Theologe. 

## Leben

### Frühes Leben und Ausbildung
Seine Eltern, betrieben in Hannover ein Kaffeehaus. Sie ermöglichten ihrem erstgeborenen Sohn das Lyceum zu besuchen. Schon zu dieser Zeit sammelte Adolf Scheele eifrig Pflanzen. 1826 schrieb er sich als Student der Theologie in Göttingen ein, das entsprach dem Wunsch seiner Eltern. Er selbst beschäftigte sich in den ersten Semestern jedoch vorwiegend mit Botanik. Zur Finanzierung von Exkursionen an den Rhein, nach Thüringen oder in den Harz schrieb er botanische Aufsätze für verschiedene Zeitschriften.

### Geistlicher
Das Examen legte er 1830 erfolgreich ab. Danach übernahm er zunächst eine Stelle als Hauslehrer um dann in das Predigerseminar einzutreten. 1835 wurde er Vikar an der Aegidienkirche in Hannover, anschließend dem Pastor in Groß Munzel als Kollaborator zur Seite gestellt, bis er in Heersum eine Pfarrstelle antrat.

### Botaniker
Als Pflanzenkundler stand er mit deutschen und ausländischen Fachkollegen in Verbindung. Für sein Herbarium sammelte Scheele im Harz. 1851 dehnte er seine Reise durch Sachsen, Bayern, Tirol bis in die Lombardei und nach Venedig aus. 1844 regte eine Aktion zum Pflanzentausch in der Zeitschrift Flora an. 
So konnten viele Pflanzensammler ihre Herbarien durch die Bekanntgabe von Disederata und Dubletten ihre Kollektion durch Tausch oder Handel vervollständigen. 
Scheeles Herbar der Phanerogamen (Samenpflanzen) wuchs schließlich auf 10 bis 12 Tausend Arten, nicht nur aus Deutschland, sondern aus Norwegen, Schweiz, Italien, Spanien, Afrika und Nordamerika. Nach seinem Tod wurde es verkauft. Ein Kryptogamen-Herbar hatte er einem Freund testamentarisch vermacht.
Sein botanisches Autorenkürzel lautet „Scheele“.

## Ehrungen
Nach Scheele ist die Pflanzengattung Scheelea H. Karst. aus der Familie der Palmen (Arecaceae) benannt.

## Schriften
- Verzeichnis einiger seltener um Hannover wild wachsenden Pflanzen nebst Angabe der Standörter. Hannoversches Magazin 20/1825
- Ueber die bei Hannover vorkommenden Doldengewächse. Hannoversches Magazin 1828